# Léo Matos
Leonardo de Matos Cruz (Niterói, 2 april 1986), beter bekend onder de voetbalnaam Léo Matos, is een Braziliaans profvoetballer. Hij is een vleugelverdediger die ook als middenvelder uit de voeten kan. 

## Clubcarrière
Léo Matos ruilde op 17-jarige leeftijd de jeugdopleiding van Flamengo in voor Olympique Marseille. Omdat de Braziliaanse jeugdinternational niet kon doorbreken bij de Franse club, werd hij vanaf januari 2005 uitgeleend aan zijn vorige werkgever. In 2006 keerde Matos terug naar Marseille, maar ook ditmaal kreeg hij er geen speelkansen.
In 2007 tekende Matos in zijn geboorteland bij Tombense, dat hem achtereenvolgens uitleende aan Paraná, Figueirense en Vila Nova. In 2010 maakte de rechtsachter de overstap naar het Oekraïense Tsjornomorets Odessa. Met die club bereikte hij in 2013 de bekerfinale, waarin met 3-0 verloren werd van Sjachtar Donetsk. Een seizoen later speelde hij voor het eerst Europees. Met zijn team Tsjornomorets Odessa wist hij de groepsfase van de Europa League te overleven. In de tweede ronde werd de club uitgeschakeld door Olympique Lyon (0-0, 1-0).
In de zomer van 2014 versierde de 28-jarige Matos een transfer naar vicekampioen Dnipro Dnipropetrovsk. In het eerste seizoen voor zijn nieuwe club bereikte hij de finale van de Europa League. 
In 2016 maakte Matos de overstap naar het Griekse PAOK Saloniki. Met PAOK, waarvoor hij meer dan 100 competitiewedstrijden speelde, werd hij in het seizoen 2018/19 kampioen van Griekenland en won hij in 2017, 2018 en 2019 de Griekse beker. Medio 2020 liep zijn contract af en in oktober van dat jaar sloot hij aan bij Vasco da Gama.
Matos was Braziliaans jeugdinternational en won het wereldkampioenschap voetbal onder 17 - 2003.